# Amphineurus perarmatus
Amphineurus perarmatus är en tvåvingeart som beskrevs av Alexander 1924. Amphineurus perarmatus ingår i släktet Amphineurus och familjen småharkrankar. Inga underarter finns listade i Catalogue of Life.